# Вільк'є
Вільк'є́ (фр. Villequier) — колишній муніципалітет у Франції, у регіоні Нормандія, департамент Приморська Сена. Населення — 762 осіб (2011).
Муніципалітет був розташований на відстані близько 145 км на північний захід від Парижа, 32 км на захід від Руана.

## Історія
До 2015 року муніципалітет перебував у складі регіону Верхня Нормандія. Від 1 січня 2016 року належав до нового об'єднаного регіону Нормандія.
1 січня 2016 року Вільк'є, Кодбек-ан-Ко i Сен-Вандрій-Рансон було об'єднано в новий муніципалітет Рив-ан-Сен.

## Демографія
Динаміка населення (INSEE ):
Розподіл населення за віком та статтю (2006):
| Стать | Всього | До 15 років | 15-24 | 25-44 | 45-64 | 65-85 | Понад 85 |
| --- | ------ | ----------- | ----- | ----- | ----- | ----- | -------- |
| Чоловіки | 404    | 60          | 68    | 132   | 108   | 32    | 4        |
| Жінки | 372    | 96          | 24    | 116   | 108   | 28    | 0        |
| \| Статево-вікова піраміда \| Статево-вікова піраміда \| Статево-вікова піраміда \| \| ----------------------- \| ----------------------- \| ----------------------- \| \| Чоловіки \| Вік \| Жінки \| \| 4 \| 85 + \| 0 \| \| 4 \| 80-84 \| 8 \| \| 0 \| 75-79 \| 12 \| \| 8 \| 70-74 \| 4 \| \| 20 \| 65-69 \| 4 \| \| 12 \| 60-64 \| 8 \| \| 36 \| 55-59 \| 16 \| \| 24 \| 50-54 \| 48 \| \| 36 \| 45-49 \| 36 \| \| 36 \| 40-44 \| 28 \| \| 52 \| 35-39 \| 32 \| \| 28 \| 30-34 \| 32 \| \| 16 \| 25-29 \| 24 \| \| 28 \| 20-24 \| 12 \| \| 40 \| 15-20 \| 12 \| \| 24 \| 10-14 \| 40 \| \| 16 \| 5-9 \| 40 \| \| 20 \| 0-4 \| 16 \| |        |             |       |       |       |       |          |
| Статево-вікова піраміда |        |             |       |       |       |       |          |
| Чоловіки | Вік    | Жінки       |       |       |       |       |          |
| 4 | 85 +   | 0           |       |       |       |       |          |
| 4 | 80-84  | 8           |       |       |       |       |          |
| 0 | 75-79  | 12          |       |       |       |       |          |
| 8 | 70-74  | 4           |       |       |       |       |          |
| 20 | 65-69  | 4           |       |       |       |       |          |
| 12 | 60-64  | 8           |       |       |       |       |          |
| 36 | 55-59  | 16          |       |       |       |       |          |
| 24 | 50-54  | 48          |       |       |       |       |          |
| 36 | 45-49  | 36          |       |       |       |       |          |
| 36 | 40-44  | 28          |       |       |       |       |          |
| 52 | 35-39  | 32          |       |       |       |       |          |
| 28 | 30-34  | 32          |       |       |       |       |          |
| 16 | 25-29  | 24          |       |       |       |       |          |
| 28 | 20-24  | 12          |       |       |       |       |          |
| 40 | 15-20  | 12          |       |       |       |       |          |
| 24 | 10-14  | 40          |       |       |       |       |          |
| 16 | 5-9    | 40          |       |       |       |       |          |
| 20 | 0-4    | 16          |       |       |       |       |          |

## Економіка
2010 року серед 501 особи працездатного віку (15—64 років) 381 була активною, 120 — неактивними (показник активності 76,0%, у 1999 році було 71,1%). З 381 активної мешканців працювало 346 осіб (188 чоловіків та 158 жінок), безробітними було 35 (16 чоловіків та 19 жінок). Серед 120 неактивних 31 особа була учнем чи студентом, 49 — пенсіонерами, 40 були неактивними з інших причин.

У 2010 році в муніципалітеті числилось 322 оподатковані домогосподарства, у яких проживали 769,0 особи, медіана доходів виносила 21 022 євро на одного особоспоживача